# Höflein an der Hohen Wand
Höflein an der Hohen Wand est une commune autrichienne du district de Neunkirchen en Basse-Autriche.